# Pekka Jylhä

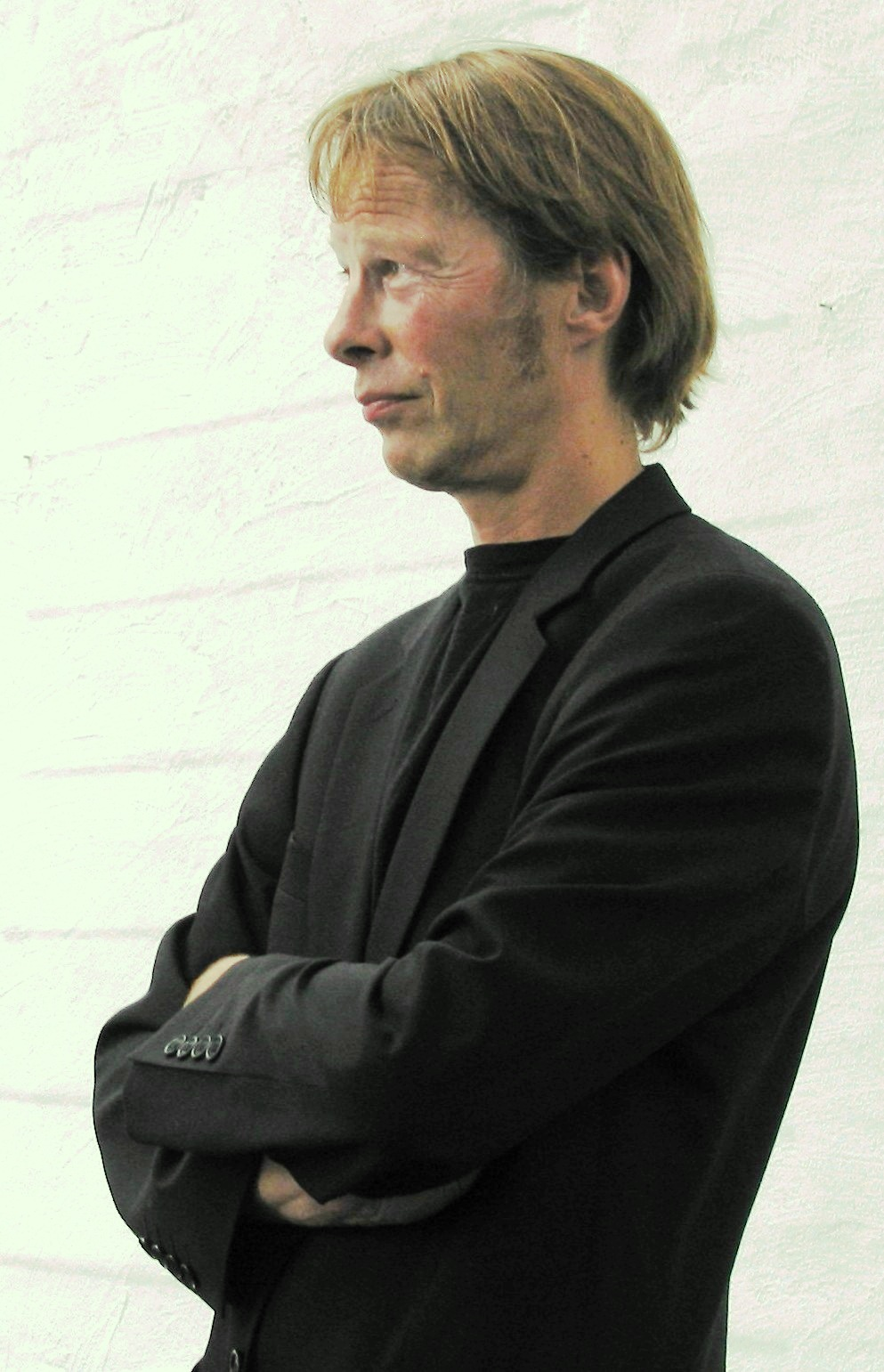
Pekka Jylhä

Pekka Juhani Jylhä, född 1 oktober 1955 i Toholampi, är en finländsk bildkonstnär och skulptör.
Pekka Jylhä studerade vid Konstindustriella högskolan 1979–84, Bildkonstakademin 1984–87 och utomlands vid Kungliga Konsthögskolan i Stockholm 1987–88. Han har blivit känd för sina skulpturer, installationer och miljökonstverk i olika material. Han har undervisat vid Konstindustriella högskolan 1988–97. År 2007 tilldelades han Pro Finlandia-medaljen.
Han har uppmärksammats för sitt monument över president Urho Kekkonen i Hesperiaparken i Helsingfors. Hans miljöinstallation Källan med en vattenbassäng i rostfritt stål segrade i en tävling om monumentet 1997 och avtäcktes på 100-årsdagen av presidentens födelse 2000.

## Offentliga verk i urval
- Kohtaaminen, skulptur, Tuulensuu skulpturpark, Viitasaari, 2002